# انیمیوزیک
Animusic, LLC یک شرکت انیمیشن غیرفعال است که متخصص در تجسم سه بعدی موسیقی مبتنی بر ام‌آی‌دی‌آی است. این شرکت که توسط وین لیتل تأسیس شد، در حال حاضر یک شرکت با مسئولیت محدود ثبت شده در نیویورک است و در طول مراحل فعال خود دفاتری در تگزاس و کالیفرنیا داشت. نام اولیه این شرکت ویژوال موزیک بود، اما در سال 1995 به انیموسیک تغییر یافت.